# كشافة بنغلاديش
كشافة بنغلاديش (بالبنغالية: বাংলাদেশ স্কাউটস]) هي المنظمة الكشفية الوطنية في بنغلاديش. تأسست الحركة الكشفية في بنغلاديش في عام 1914 وتحديدا في ولاية البنغال الشرقية (الآن تسمى بنغلاديش) وكانت تعتبر جزء من الفرع الهندي البريطاني التابع لجمعية الكشافة، واستمرت كجزء من جمعية كشافة باكستان حتى تم تقسيم البلاد في عام 1971 خلال حرب تحرير بنجلاديش. بعد استقلال بنغلاديش في عام 1972، تم تشكيل جمعية كشفية رسمية لبنغلاديش وكانت تدعى بنغلاديش بوي بعد أن كانت تتبع جمعية كشافة باكستان. أصبحت بنغلاديش عضوا مستقلا في المنظمة العالمية للحركة الكشفية في عام 1974. في عام 1978 تم تغيير اسم المنظمة إلى «كشافة بنغلاديش». في عام 2015 بلغ عدد أعضاء المنظمة حوالي 1474460 عضو.